# Kairó bíbor rózsája
A Kairó bíbor rózsája (eredeti cím: The Purple Rose of Cairo) 1985-ben bemutatott amerikai romantikus fantasy tragikomédia, amelynek írója és rendezője Woody Allen. A főbb szerepekben Mia Farrow, Jeff Daniels és Danny Aiello látható. 
1985. március 1-jén mutatta be a Orion Pictures. Maga Allen a legjobb filmjei közé sorolta, olyan filmekkel együtt, mint a Csillagporos emlékek és a Match Point.

## Cselekmény
New Jersey, 1930-as évek közepe.
Cecilia pincérnő, aki szerelem nélküli, zsákutcába szorult házasságban él az ellenszenves nőcsábász, szerencsejátékos Monkkal. A gazdasági világválság csúcspontján az élet elég komorrá válik, de Cecilia el tud menekülni. A város legújabb filmje a Kairó bíbor rózsája, és mivel a nő imád moziba járni, Monkkal való összeveszése után újra és újra megnézi azt. Miután ötödjére is látta, a film egyik szereplője, Tom Baxter észreveszi Ceciliát, és kilép a moziból.

## Szereplők
- Mia Farrow: Cecilia
- Jeff Daniels: Tom Baxter/Gil Shepherd
- Danny Aiello: Monk
- Edward Herrmann: Henry
- John Wood: Jason
- Deborah Rush: Rita
- Zoe Caldwell: grófnő
- Van Johnson: Larry Wilde
- Karen Akers: Kitty Haynes
- Milo O'Shea: Donnelly atya
- Dianne Wiest: Emma
- Michael Tucker: Gil ügynöke
- Glenne Headly: prostituált a bordélyházban
- Paul Herman: Pennydobáló
- Juliana Donald: jegyszedőnő
- George Martin: a közönség egyik tagja
- Loretta Tupper: zenebolt-tulajdonos[3]

Eredetileg Michael Keaton játszotta Tom Baxter/Gil Shepherd szerepét, mivel Allen rajongott a munkásságáért. Allen később úgy érezte, hogy Keaton, aki fizetéscsökkentést fogadott el azért, hogy a rendezővel dolgozhasson, túl korszerű és nehezen elfogadható volt a korabeli szerepben. Tíz forgatási nap után barátságosan elváltak útjaik, és Daniels váltotta Keatont a szerepben.

## Fogadtatás
A film pozitiv kritikákban részesült. A Rotten Tomatoes oldalán 92%-ot szerzett, 36 kritika alapján, és 7,9 ponton áll. A Metacritic honlapján 75 pontot szerzett a százból, hét kritika alapján.
Roger Ebert a maximális négy csillaggal értékelte. A Time Out magazin szintén pozitívan értékelte. A The New York Times kritikusa, Vincent Canby tökéletesnek ítélte.

## Fordítás
- Ez a szócikk részben vagy egészben  a   The Purple Rose of Cairo című angol Wikipédia-szócikk fordításán alapul.  Az eredeti cikk szerkesztőit annak laptörténete sorolja fel. Ez a jelzés csupán a megfogalmazás eredetét és a szerzői jogokat jelzi, nem szolgál a cikkben szereplő információk forrásmegjelöléseként.